# پائولینو (بازیکن فوتبال، زاده نوامبر ۱۹۹۲)
ژواو پائولو دیاز فرناندز (پرتغالی: João Paulo Dias Fernandes؛ زادهٔ ۹ نوامبر ۱۹۹۲) بازیکن فوتبال اهل پرتغال است که برای باشگاه تولوکا در لیگ برتر فوتبال مکزیک بازی می‌کند.

## باشگاهی
از باشگاه‌هایی که در آن بازی کرده‌است می‌توان به سانتا کلارا، سانتا ماریا، تروفنس، ژیل ویسنته و براگا اشاره کرد.

## تیم ملی
او همچنین در تیم ملی فوتبال زیر ۲۰ سال پرتغال بازی کرده‌است.